# آرمن کیراکوسیان
آرمن کیراکوسیان (Արման Կիրակոսյան؛ زادهٔ ۱۰ سپتامبر ۱۹۵۶ – درگذشته ۶ ژوئیهٔ ۲۰۱۹) یک تاریخ‌نگار و دیپلمات اهل ارمنستان که از نوامبر ۲۰۱۸ تا ۶ ژوئیه ۲۰۱۹ سفیر جمهوری ارمنستان در بریتانیا بود. کیراکوسیان بین سال‌های ۱۹۹۹ تا ۲۰۰۵ میلادی سفیر جمهوری ارمنستان در ایالات متحده آمریکا، بین سال‌های ۱۹۹۹ تا ۲۰۰۵ سفیر جمهوری ارمنستان در یونان و بین سال‌های ۲۰۱۱ تا ۲۰۱۸ سفیر جمهوری ارمنستان در اتریش بود.